# Witold Lipiński
Witold Lipiński, ps. „Szczedroń” (ur. 14 listopada 1923 w Kosakach koło Łomży, zm. 23 czerwca 2005 we Wrocławiu) – żołnierz wielu organizacji zbrojnych takich jak: Służba Zwycięstwu Polski, Związek Walki Zbrojnej, Armia Krajowa i Armia Krajowa Obywatelska. Architekt, profesor Politechniki Wrocławskiej.

## Działalność konspiracyjna
We wrześniu 1939 roku Witold Lipiński był uczniem gimnazjum w Łomży. Naukę przerwał wybuch II wojny światowej, a następnie wkroczeniem Armii Czerwonej na tereny białostockiego. Do SZP wstąpił już mając 16 lat, na jesieni 1939 roku. Wraz ze zmianami w strukturze podziemia znalazł się w ZWZ, a później AK.
Po objęciu dowództwa Inspektoratu III (Łomża, Grajewo) przez kapitana Jana Tabortowskiego „Bruzdę”, Witold Lipiński związał z nim swoje podziemne losy. Został łącznikiem Inspektora Inspektoratu III AK. Używał pseudonimu „Szczedroń”. Razem z Franciszką Ramotowską „Iskrą” utrzymywał łączność i organizował konspiracyjne lokale. Bardzo często przebywał u boku „Bruzdy” i brał udział w kierowanych przez niego akcjach.
Początek Akcji „Burza” zastał starszego strzelca „Szczedronia” w bazie „Kobielne” na Bagnach Biebrzańskich. 2 lipca 1944 wraz majorem „Bruzdą” i całym jego pocztem przebywał we wsi Boguszki. „Bruzda” odebrał wiadomość o aresztowaniu przez Gestapo porucznika Józefa Ramotowskiego „Rawicza” i podjął próbę jego odbicia. Potyczka zakończyła się porażką. Zginął Jan Kościelewski „Znicz”, ranni zostali major „Bruzda” oraz Hipolit Waniewski „Huzar” i Zbigniew Stronowski „Kmicic”. „Szczedroń” mimo iż kule poszarpały mu mundur wyszedł z potyczki bez szwanku.
Witoldowi Lipińskiemu udało się uniknąć aresztowania podczas rozbrojenia oddziału majora „Bruzdy” przez Armię Czerwoną 14 sierpnia 1944 roku. To właśnie on organizował na nowo kontakty „Bruzdy” po jego ucieczce z niewoli pod koniec sierpnia 1944 roku.
W kwietniu 1945 roku prowadził rozpoznanie szpitala garnizonowego w Białymstoku, gdzie przetrzymywano ranną w czasie próby ucieczki z rąk NKWD Franciszkę Ramotowską „Iskrę”, a następnie wspólnie z „Bruzdą”, „Rybą”, „Jastrzębiem”, „Komarem”, „Cezarem” i „Sokolikiem” uczestniczył w brawurowym odbiciu „Iskry”.
Czynnie uczestniczył w przygotowaniach do akcji opanowania Grajewa. Przenosił meldunki, podprowadzał na miejsce zgrupowania oddziały wyznaczone do tej akcji, a następnie w nocy z 8 na 9 maja 1945 roku, wspólnie ze swoim bratem Zdzisławem Lipińskim „Szczarą” wziął udział w akcji.
„Szczedroń” pozostał w podziemiu do maja 1946 roku, kiedy to za zgodą i namową majora „Bruzdy” wyjechał do Wrocławia.
Za działalność w podziemiu został odznaczony Srebrnym Krzyżem Zasługi z Mieczami i Krzyżem Walecznych. Wyszedł z podziemia w stopniu kaprala podchorążego.

## Działalność naukowa i architektoniczna

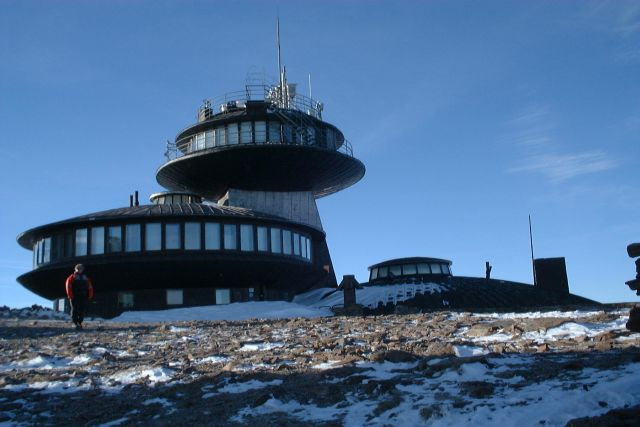
Wysokogórskie Obserwatorium Meteorologiczne na Śnieżce zaprojektowane przez Witolda Lipińskiego

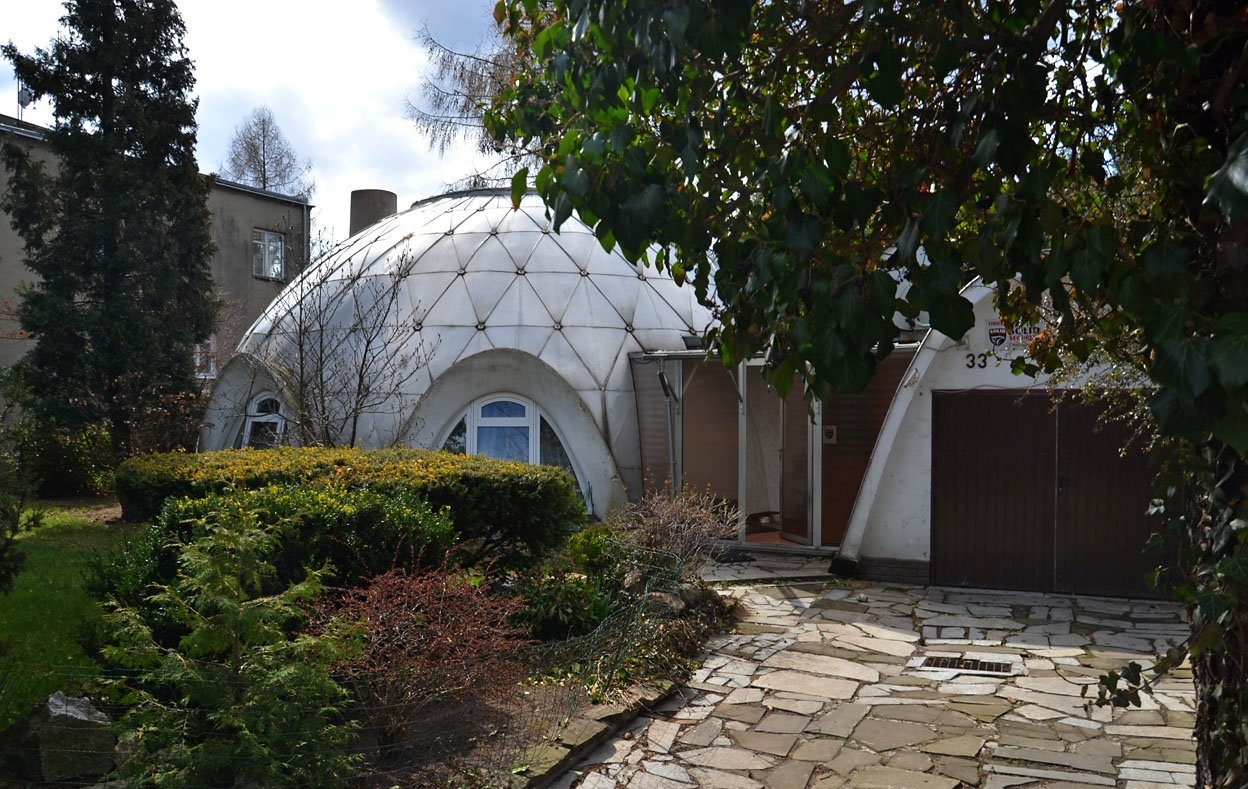
Tzw. „Dom igloo” architekta przy ul. Moniuszki we Wrocławiu (stan w 2012 r.)

Na jesieni 1946 roku Witold Lipiński rozpoczął studia na Wydziale Architektury Politechniki Wrocławskiej. Studia ukończył w 1950 roku.
W 1951 roku został asystentem na wydziale. który ukończył, w 1956 – adiunktem, w 1979 – doktorem habilitowanym, a w 1991 – profesorem nauk technicznych.
Profesor Witold Lipiński był promotorem 13 przewodów doktorskich. Pozostawił po sobie wiele często nowatorskich opracowań z dziedziny architektury.
Pozostawił też materialne ślady swojej działalności. Z jego realizacji można wymienić dwie:
- wybudowane w latach 1966–1974 Wysokogórskie Obserwatorium Meteorologiczne na Śnieżce w Karkonoszach (projekt ten w swojej formie wybiegający daleko ponad czasy kiedy powstawał)
- adaptacja i rekonstrukcja sześciu budynków na Starym Mieście we Wrocławiu w roku 1969.

Jeden z domów projektu profesora Witolda Lipińskiego nazywany potocznie „Grzybkiem” można oglądać przy ulicy Wyścigowej 5 we Wrocławiu/ W 1962 roku na wrocławskim Zalesiu, przy ul. Moniuszki 33, wśród olbrzymich poniemieckich willi i kwadratowych domów kostek z płaskimi dachami, rozpoczął budowę własnego domu-„igloo” o dość nietypowej konstrukcji; budowa trwała rok.
Był przewodniczącym koła NSZZ „Solidarność” na Wydziale Architektury Politechniki Wrocławskiej od roku 1980 aż do przejścia na emeryturę w roku 1994.
Był odznaczony między innymi Złotym Krzyżem Zasługi i Krzyżem Kawalerskim Orderu Odrodzenia Polski.
Przeszedł na emeryturę w 1994 roku, zachował jednak kontakt z uczelnią.
Zmarł we Wrocławiu 23 czerwca 2005 roku.
W 2017 roku Rada Miejska Wrocławia postanowiła, że jedna z ulic na Nowych Żernikach będzie nosić jego imię.